# Doronicum plantagineum
Doronicum plantagineum é uma espécie de planta com flor pertencente à família Asteraceae. 
A autoridade científica da espécie é L., tendo sido publicada em Species Plantarum 2: 885–886. 1753.

## Portugal
Trata-se de uma espécie presente no território português, nomeadamente os seguintes táxones infraespecíficos:
- Doronicum plantagineum subsp. emarginatum - presente em Portugal Continental. Em termos de naturalidade é nativa da região atrás referida. Não se encontra protegida pela legislação portuguesa ou da Comunidade Europeia.
- Doronicum plantagineum subsp. plantagineum - presente em Portugal Continental. Em termos de naturalidade é nativa da região atrás referida. Não se encontra protegida por legislação portuguesa ou da Comunidade Europeia.
- Doronicum plantagineum subsp. tournefortii - presente em Portugal Continental. Em termos de naturalidade é endêmica da região atrás referida. Encontra-se protegida por legislação portuguesa ou da Comunidade Europeia, nomeadamente pelo Anexo V da Directiva Habitats.